# Ваша честь (телесериал, 2021)
«Ва́ша честь» — российский многосерийный криминально-драматический телевизионный художественный фильм-триллер 2021 года режиссёра Константина Статского производства ООО «Стар Медиа Вижн» по заказу ООО «НМГ Студия».
Адаптация популярного израильского криминального телесериала «Судья» 2017 года режиссёра Рона Ниньо.
Слоган фильма: «Место преступления — семья».
Премьера телесериала состоялась 2 декабря 2021 года на российской онлайн-платформе more.tv. «Ваша честь» стал одним из оригинальных телепроектов линейки more originals онлайн-сервиса more.tv. Телевизионная премьера криминальной драмы «Ваша честь» в России прошла с 16 по 26 мая 2022 года на «Первом канале».

## Сюжет
Судья районного суда Михаил Романов известен в своём приморском городе принципиальностью, строгостью и неподкупностью, он честно выполняет свои служебные обязанности, ждёт повышения и по праву гордится собой. После самоубийства жены он один воспитывает сына.
Однажды его несовершеннолетний сын Антон во время приступа астмы на большой скорости сбивает мотоциклиста на взятом без разрешения отца родительском автомобиле и от испуга, оставив умирать на дороге ещё живого молодого человека, скрывается с места преступления. Во имя торжества справедливости честный судья собирается отвезти сына в полицию, чтобы тот чистосердечно признался в содеянном и понёс заслуженное наказание. Но всё меняется, когда Михаилу становится известно имя находящегося в коме пострадавшего — им оказывается Даниил Разин, младший сын самого опасного в городе криминального авторитета Александра Разина, которого год назад Михаил посадил за решётку.
Разин-старший, находясь в заключении, в поисках виновника ДТП начинает собственное расследование, к которому привлекает своего старшего сына Кирилла Разина, временно возглавляющего криминальную группировку отца, а также с помощью шантажа и угроз — следователя по делу об аварии Анну Полякову. «Разинцы» готовят страшный план мести.
Михаил Юрьевич понимает, что признание в совершении дорожно-транспортного происшествия может обречь Антона на гибель. Выбирая между профессиональной честью и желанием спасти единственного сына, судья идёт на должностное преступление и постепенно пускается «во все тяжкие»…

## Персонажи

### В главных ролях
| Актёр              | Роль                                                                                   |
| ------------------ | -------------------------------------------------------------------------------------- |
| Олег Меньшиков     | Михаил Юрьевич Романов, судья, вдовец, отец Антона                                     |
| Алексей Серебряков | Александр Разин, местный криминальный авторитет, отец Кирилла и Даниила Разиных        |
| Владислав Миллер   | Антон Романов, несовершеннолетний сын судьи Михаила Романова                           |
| Ольга Тумайкина    | Анна Сергеевна Полякова, старший следователь                                           |
| Даниил Воробьёв    | Кирилл Разин, старший сын Александра Разина, член «разинской» криминальной группировки |

### В ролях
| Актёр              | Роль |
| ------------------ | --- |
| Дарья Урсуляк      | Дина Андреевна Минаева, начинающий адвокат, бывший секретарь суда                                         |
| Ростислав Бершауэр | Олег Краснов, майор пограничной службы, друг судьи Михаила Романова                                       |
| Виктория Полторак  | Нора, жена майора Олега Краснова                                                                          |
| Игорь Черневич     | Павел Дмитриевич Шмелёв, судья                                                                            |
| Гио Пика           | Харман Кемалов, цыганский барон, главарь местной цыганской криминальной группировки, двоюродный брат Норы |
| Хасбулат Татаров   | Эрик Кемалов, подозреваемый в совершении дорожно-транспортного происшествия                               |
| Евдокия Германова  | Варвара Ильинична, судья в отставке, бывшая тёща судьи Михаила Романова                                   |
| Сослан Фидаров     | Дмитрий Бородин, следователь                                                                              |
| Кристина Веденеева | Настя, девушка Антона Романова                                                                            |
| Сергей Двойников   | Даниил Разин, пострадавший, младший сын Александра Разина                                                 |
| Павел Ворожцов     | Владимир Андреевич Зимин                                                                                  |
| Маргарита Шилова   | Вера Павловна, директор средней школы                                                                     |
| Кристина Кучеренко | Ирина Светлова, психолог в средней школе                                                                  |
| Сахат Дурсунов     | Тамаш, врач, друг Норы                                                                                    |

## Эпизоды
Описание серий
| № и название серии                    | Премьера   | Описание серии |
| ------------------------------------- | ---------- | --- |
| 1. «Плоть от плоти»                   | 02.12.2021 | Во время приступа астмы, несовершеннолетний Антон на большой скорости сбивает мотоциклиста и скрывается с места аварии. Отец Антона — принципиальный судья Михаил Романов, который известен своей неподкупностью. После того, как сын рассказывает ему о совершённом преступлении, отец хочет отвезти его в полицию, так как нужно действовать по закону и когда-нибудь всё равно придётся отвечать за свои поступки. Михаил пишет заявление о явке с повинной. В это время в теленовостях показывают, что сбитый мотоциклист — это сын криминального авторитета, которого судья год назад посадил за решётку. Михаил понимает, что если сдаст Антона в полицию, то сына очень скоро убьют. Поэтому он не отдаёт заявление в полицию, и говорит сыну, что они никому не расскажут про аварию. |
| 2. «… и все мосты горят»              | 09.12.2021 | Михаил говорит сыну, что они будут вести себя так, как будто их машину угнали. В это время полиция задерживает Эрика, которого подозревают в угоне автомобиля. Судья хочет отозвать своё заявление об угоне, но у него не получается. Он намерен нанять для Эрика подходящего адвоката. В это время Антон знакомится в школе с новым психологом Ириной, которая помогает ему справиться с приступом астмы. |
| 3. «Презумпция»                       | 16.12.2021 | Эрик говорит матери, что никого не сбивал, но соглашается с обвинениями, потому что его семье предложили крупную сумму денег. Его адвокат Дина Минаева понимает, что в деле что-то не так, однако Михаил говорит, что Эрик просто хочет очистить совесть. Криминальный авторитет Разин решает убивать всех подозреваемых, пока не найдёт того, кто сбил его сына. |
| 4. «Охота на ведьм»                   | 23.12.2021 | У Антона депрессия, год назад умерла его мама, после чего всё пошло наперекосяк. С ним пытается сблизиться школьный психолог. Михаил хочет вытащить Эрика из СИЗО, и где-нибудь спрятать, пока всё не утихнет. |
| 5. «С чистого листа»                  | 06.01.2022 | Вину перекладывают с Эрика на цыган. Антон приходит в больничную палату к сбитому мотоциклисту. |
| 6. «Чем дальше в лес…»                | 13.01.2022 | Следователь Анна Полякова спрашивает у судьи Романова, почему его сын Антон ходил в палату к пострадавшему. Михаил говорит, что его сыну там нечего делать, однако у Поляковой есть видео с камер наблюдения, где видно Антона. Она хочет сама с ним поговорить. Антон продолжает общаться с психологом, он влюблён в неё. Михаил против, потому что уверен, что психолог может узнать лишнее и сдаст его сына полиции. |
| 7. «Деструкция»                       | 20.01.2022 | Антон хочет узнать правду о загадочной смерти матери, он уверен, что отец что-то знает и скрывает подробности. В попытках спасти сына Михаил всё больше погружается в криминальный мир. |
| 8. «Дети наследуют безумие родителей» | 27.01.2022 | |

## Производство
Съёмки сериала «Ваша честь» стартовали 18 апреля 2021 года и были завершены в конце июня того же года.
Помимо российского ремейка права на адаптацию сериала приобрели в Германии, Франции, Италии, Индии и других странах. Американская адаптация вышла в 2020 году, главную роль в ней исполнил Брайан Крэнстон. Отечественный проект является результатом коллаборации сервиса more.tv и телеканала «РЕН ТВ».

«На сегодняшний день сериалы как отдельный вид кинематографа выработали свои законы существования и развития, а у зрителей выработались определённые законы их восприятия. И мне кажется, что „Ваша честь“ соответствует и тем и другим.
У меня давно не было настолько глубокой и объёмной роли в кино. Поэтому я с большим интересом приступаю к работе!»
— Олег Меньшиков.

«Наш проект уникален, так как его драматургия предполагает моноспектакль большого артиста. Весь сюжет крутится вокруг главного героя, 90 % времени на экране мы будем видеть именно его. Такой материал — подарок для актёра. И я счастлив, что мы дарим его Олегу Евгеньевичу.»
— Константин Статский.

## Сходства и различия с оригинальной и американской версией
Со слов Андрея Анохина, продюсера Star Media Vision, в российском варианте сериала будет значительно переработан сюжет, в том числе с повышением напряжённости и динамики повествования, образ главного героя также подвергнется значительным изменениям. В сравнительном тексте на кинопортале «Кинопоиск» отмечается, что российский сериал больше похож на оригинал, чем на американский ремейк (включая цитирование некоторых сцен). Но, хотя в целом сюжетные траектории у всех проектов схожи (с аварией, связями с полукриминальными кругами и травмой от смерти жены), у каждого из трёх сериалов просматривается собственная национальная специфика и индивидуальный визуальный стиль.

## Мнения о сериале
- Сусанна Альперина, «Российская газета»:

Наша версия получилась довольно любопытной, и смотреть ее интересно. Удалось уловить главную интонацию: весь сериал — это сплошной нерв, и напряжение с каждым кадром растет и растет.
- Сергей Сычев, «Известия»:

Смотреть это, конечно же, необходимо. Как минимум из-за Олега Меньшикова — артист этот уже очень много лет словно нарочно отказывается от главных ролей, предпочитая второй план. Так было в «Легенде №17»  то же в «Гоголе», где персонажа Меньшикова убивали чуть ли не в самом начале. Его едва успеваешь разглядеть, а он уже исчезает из кадра, предоставляя возможность действовать протагонисту.
- Иван Афанасьев, «7Дней.ру»:

Российский сериал, в отличие от того же американского, выглядит куда более злободневным. Если в США вокруг юридической системы сложилась своего рода мини-религия, то российский суд, в котором, как известно, справедливость – дело житейское, в «Вашей чести» превращается в кривое зеркало национальных устоев.
- Сергей Ефимов, «Комсомольская правда»:

Сериал с Меньшиковым (режиссер Константин Статский) невольно сравниваешь, конечно, именно с американским. И наша «Ваша честь» смотрится очень неплохо: динамичное повествование с мастерски создаваемым напряжением в кадре, густой колорит южного города с цыганскими трущобами на побережье и блистательный Олег Меньшиков как более чем достойный ответ Брайану Крэнстону.
- Мария Безрук, «Кино-театр.ру»:

Если американская команда попыталась рассказать о человеческой драме на фоне несовершенства страны, опутанной мафиозными кланами и бандитскими группировками, то целью авторов российской версии, очевидно, было — развлечь публику. Что ж, эта цель вполне достигнута – фильм смотрится легко и даже интересно, хотя некоторые сюжетные ходы и поступки героев вызывают вопросы. Однако ни на событие сезона, ни на какую-либо знаковость «Ваша честь» от Статского претендовать не сможет ввиду поверхностности высказывания.